# Phyllota phylicoides
Phyllota phylicoides là một loài thực vật có hoa thuộc họ Fabaceae được tìm thấy ở New South Wales và Queensland. Nó được miêu tả bởi George Bentham năm 1837.